# Johan Frederik Bardenfleth (1674-1736)
 Der er flere personer med dette navn, se Johan Frederik Bardenfleth.
Johan Frederik Bardenfleth (født 2. december 1674, død 14. april 1736 på Gut Nutzhorn ved Delmenhorst) var en dansk officer.
Han hørte til den bekendte gamle bremiske adelsslægt og var en søn af Ado Bardenfleth til Rechteburg og Anne Margrethe Schaden. Han blev sekondløjtnant 1699 og deltog som rytterofficer i alle de kampe, som de danske hjælpetropper bestod i Flandern til 1714, da han ved fredens slutning vendte hjem som oberst og chef for Livregiment Ryttere, i spidsen for hvilket han deltog i felttoget i Pommern 1715. Så hurtig havde han avanceret, at han allerede 1706 var blevet major i Holstenske Rytterregiment og 1709 oberstløjtnant i Livregimentet, hvis chef han var lige til 1723, da han blev chef for Livgarden til Hest. 1720 var han blevet generalmajor, og 28. november 1733 blev han generalløjtnant i rytteriet, men vedblev at være oberstløjtnant i Hestgarden – hvis oberst kronprinsen var –, til han tog sin afsked 15. juli 1735, samtidig med at der tilfaldt ham en større arv efter en ugift broder i Bremen. Han døde året efter, 14. april 1736, på sit gods Nutzhorn ved Delmenhorst.
Han blev gift 1. gang 19. november 1724 med Georgette Henriette Dorthe rigsfriherreinde von Goertz (1708 - 30. juni 1787), en datter af den holstenske minister Georg Henrik von Goertz og Christiana Magdalena von Reventlow. Efter at være blevet separeret fra hende blev han anden gang gift 31. oktober 1731 med hoffrøken hos dronning Sophie Magdalene, Sophie Amalie Bonar (25. juli 1704 - 28. juni 1760), en datter af general Jacob Peter Bonar. Hun blev dame de l'union parfaite 1732.